# 小行星9502
小行星9502（9502 Gaimar）是一颗绕太阳运转的小行星，为主小行星带小行星。该小行星于1973年9月29日发现。

## 轨道参数
小行星9502的轨道半长轴为2.3356692 UA，离心率为0.199。